# Карсон, Джинни
Джинни Карсон (англ. Jeannie Carson, урождённая Джин Шаффлботтон (англ. Jean Shufflebottom ), род. 23 мая 1928) — британская комедийная актриса.
Родилась в городе Падсе в английском графстве Йоркшир. Актёрскую карьеру начала со съёмок в британских лентах в конце 1940-х годов. Наибольшую популярность ей принесло собственное комедийное телешоу «Эй, Дженни!» на американском канале «CBS», выходившее с 1956 по 1958 год. В 1960 году она была удостоена именной звезды на Голливудской аллее славы. Её карьера на телевидении продолжалась до конца 1970-х, после чего она вышла на пенсию, уединившись со своим вторым супругом, актёром Биффом Макгиром, в Лос-Анджелесе.